# Burgstall Burkertsgräben
Der Burgstall Burkertsgräben ist eine abgegangene mittelalterliche Höhenburg auf dem Kapellberg bei 450 m ü. NHN östlich von Bullenheim, einem heutigen Gemeindeteil des Marktes Ippesheim im mittelfränkischen Landkreis Neustadt an der Aisch-Bad Windsheim in Bayern. Im Gelände der kleinen zweiteiligen Spornburg steht heute der Bullenheimer Aussichtsturm. Erhalten hat sich der äußere, bergseitige Halsgraben sowie der zweite, teilweise beim Bau des Aussichtsturms 1972 verschüttete Graben. Über die Geschichte der Burg und ihre Besitzer ist nichts bekannt.
Von der ehemaligen Burganlage ist nichts erhalten.